# Challuy
Challuy är en kommun i departementet Nièvre i regionen Bourgogne-Franche-Comté i de centrala delarna av Frankrike. Kommunen ligger i kantonen Nevers-Sud som tillhör arrondissementet Nevers. År 2022 hade Challuy 1 468 invånare.

## Befolkningsutveckling
Antalet invånare i kommunen Challuy
| Referens: INSEE |